# کاکا (ماه‌نشان)
کاکا یک روستا در ایران است که در دهستان انگوران، بخش انگوران، شهرستان ماه‌نشان، استان زنجان واقع شده‌است. کاکا ۱۸۳ نفر جمعیت دارد.
روستای کاکا (کاکائی) آخرین روستا در غربی ترین نقطه مرزی استان زنجان هم مرز با شهرستان تکاب (روستای تخت سلیمان) در آذربایجان غربی است . اصالت مردم این منطقه به ایلات ترک خمسه قشقایی میرسد .
یکی از بکرترین مناطق روستایی ایران می باشد . دارای درختان سیب ، گردو ، زردآلو ، آلو ، انگور و گوجه سبز می باشد .
در حال حاضر روستا در حال توسعه بوده و جمعیت آن در فصول مختلف متفاوت می باشد و دلیل آن ساخت و ساز اهالی بومی آن بوده که در فصل های بهار و تابستان جهت استراحت از تهران ، قزوین ، شیراز و مشهد به این روستا سفر می کنند .
دارای زمستان های سخت بوده و مراتع بزرگ دیمی در خود جای داده است .